# Mataparent vellutat
El mataparent vellutat(Xerocomus subtomentosus), és una espècie de mataparent del grup dels mataparents xerocomoides.És força corrent però complex de separar d'altres espècies properes.

## Descripció
Bolet solitari o gregari; barret de fins a 12cm de diàmetre; hemisfèric de jove, més tard convex i, en l’adult, estés; coloració del barret molt variable, al voltant del groc olivaci; la coloració variarà des del groc ocraci al bru groguenc, però pot presentar tons bru vermellosos; superfície seca; vellutada; poc o gens clivellada, la carn sota la clivella de color groguenc; marge involut en el jove.
Tubs llargs; separables de la carn; de groc pàl·lid a groc viu en el jove, groc verdosos en l’adult; poden blavejar al frec; porus irregulars; amples; angulosos; de groc pàl·lid a groc viu en el jove, groc verdosos en l’adult; blavegen al frec.
Cama esvelta; cilíndrica a la part central, més ample a la part apical i afuada al peu; de longitud superior o similar al diàmetre del barret; superfície de groc pàl·lid a groga, algun cop brunenca cap al peu, la part apical sovint ornamentada amb granulacions, estries o costelles allargassades, bru vermelloses, algun cop formant un reticle incomplet; immutable al frec; peu sovint angulat; miceli basal blanc.
Carn de groguenca a groc llimona, bru rosàcia al peu; al tall, blaveja lleugerament, de manera lenta, en especial sobre els tubs i la part superior de la cama; al tast, àcida; olor també àcida.

## Hàbitat
Comú; des de l’estiu a mitjans de tardor; prefereix sòls silicis; des de la muntanya mitjana a la muntanya mediterrània i la terra baixa, termòfil; en boscos secs, gairebé sempre de planifolis, tot i que poden ser mixtes amb coníferes, el trobarem vora alzina, surera, roures i castanyer, menys correntment vora faig i bedoll.

## Comentaris
El mataparent vellutat (X. subtomentosus) és molt similar al mataparent ferruginós (X.ferrugineus). El segon te la carn de blanca a blanquinosa, fins i tot al peu, i immutable un cop tallada; el miceli basal és groc; viu en pinedes de muntanya. També tenen el miceli basal groc el mataparent vellutat groc (Xerocomus chrysonemus) i el mataparent salat de roure (Aureoboletus moravicus). El primer te la carn del peu groc viu, i un reticle evident i fosc en la part alta de la cama. Formes de X. subtomentosus amb barrets de tonalitats vermelles ens poden conduir al mataparent vermellós (Hortiboletus rubellus), al mataparent clivellat de roure (Xerocomellus dryophilus) o al mataparent clivellat de ribera (X. ripariellus). Els dos primers tenen la carn del peu rosada, bru vermellosa o de vi negre; prefereixen sols calcaris. El mataparent clivellat de ribera prefereix boscos de ribera, pel que apareix vora salzes, verns i pollancres

## Comestibilitat
Comestible, només la carn del barret. De baixa qualitat.

## Galeria

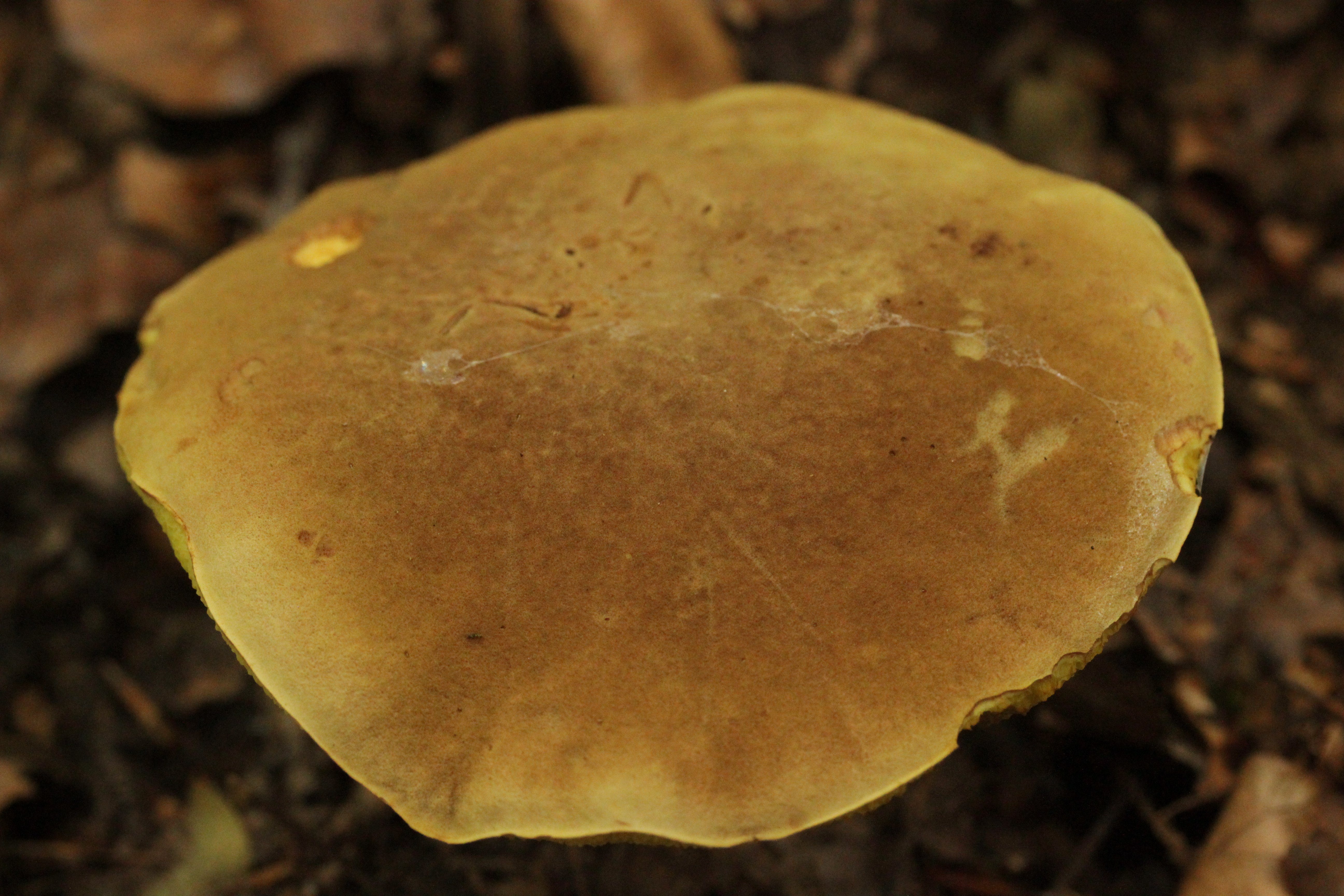
Superfície del barret del mataparent vellutat (Xerocomus subtomentosus)
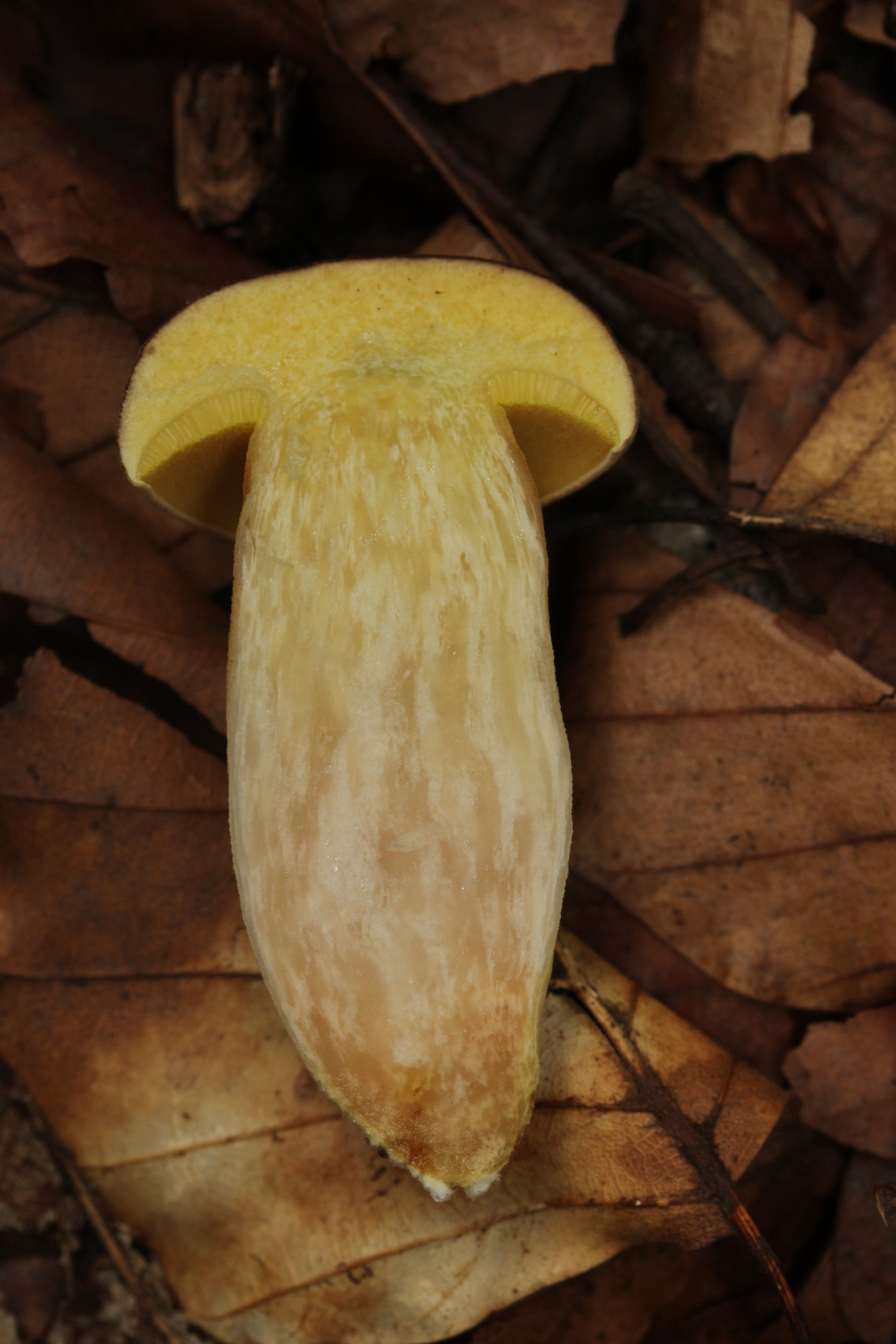
Secció longitudinal del mataparent vellutat (Xerocomus subtomentosus)
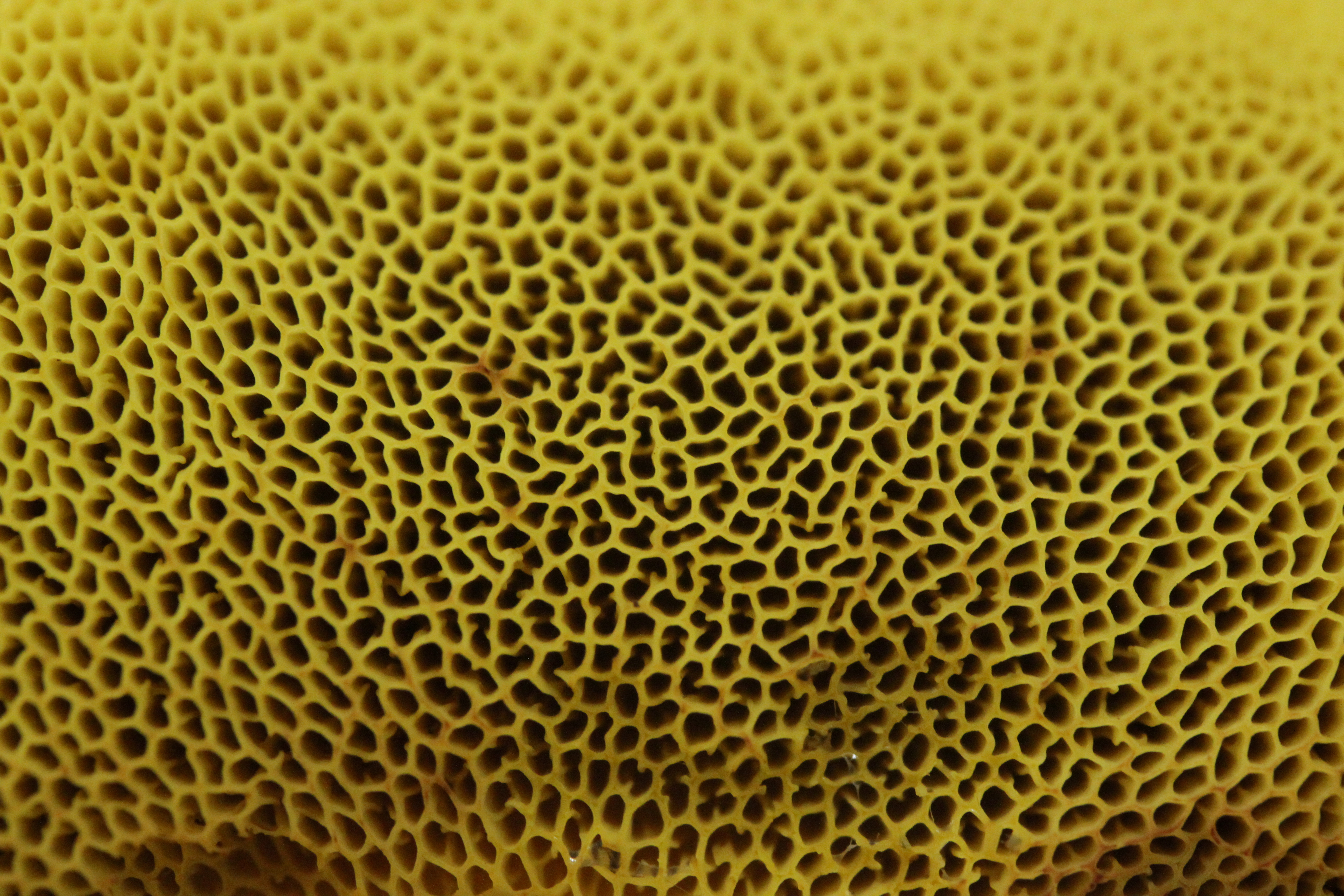
Porus amples de l'esponja del mataparent vellutat (Xerocomus subtomentosus)